# Merwestein
Merwestein is een wijk van Nieuwegein, in de Nederlandse provincie Utrecht. De wijk heeft 1.454 inwoners (2018).
De wijk grenst, met de klok mee aan de wijken Plettenburg, Fokkesteeg, het park Oudegein, het Stadscentrum en Jutphaas-Wijkersloot. Ten noordoosten stroomt het Merwedekanaal, ten zuidoosten ligt de N408 en ten westen stroomt de Hollandse IJssel.

## Wijkfunctie en voorzieningen
De wijk heeft een sterk gemengde functie. Naast een beperkt aantal woningen heeft Merwestein een aantal kantoren en regionale voorzieningen, zoals het Cals College en het Sport- en Evenementencomplex Merwestein. Die laatste herbergt het zwembad van Nieuwegein, een grote sporthal, fitnesscentrum "de Mix" en diverse horeca. Het sportcomplex is de "thuisbasis" van zwemvereniging Aquarijn, volleybalvereniging Vrevok en diverse andere sportverenigingen.
Tevens bevindt zich in het noorden van de wijk de prominent aanwezige fabriek van Henkel, ter plaatse De Henkel of de Zeepfabriek genoemd.
Ten zuiden, op de grens van het park Oudegein, gelegen op de brug over de Hollandse IJssel, ligt de sneltramhalte Merwestein.

## Diversen
De relatief kleine wijk en tevens een van de jongste Nieuwegeinse wijken vormt de schakel tussen wat voor de bouw van Merwestein Nieuwegein-Noord en Nieuwegein-Zuid werd genoemd.
De straten in Merwestein zijn vernoemd naar landschappelijke elementen en eindigen op -wal.
Woonwijken: Batau-Noord · Batau-Zuid · Blokhoeve · Doorslag · Fokkesteeg · Galecop · Hoog-Zandveld · Huis de Geer · Jutphaas-Wijkersloot · Lekboulevard · Merwestein · Stadscentrum · Vreeswijk · Zandveld · Zuilenstein

Overige wijken: Het Klooster · Hoge Landen · Laagraven-Liesbosch · Oudegein · Plettenburg · De Wiers

Voormalige gemeenten: Jutphaas · Vreeswijk

Utrecht · Plaatsen in de provincie      Nederland · Provincies · Gemeenten